# Арсенат бора
Арсенат бора — неорганическое соединение, 
бора и мышьяковой кислоты с формулой BAsO4 (иногда записывают как (BAs)O4),
бесцветные кристаллы.

## Физические свойства
Арсенат бора образует жёлтые кристаллы
тетрагональной сингонии,
пространственная группа I 4,
параметры ячейки a = 0,4458 нм, c = 0,6796 нм, Z = 2.